# Orszáczky Miklós
Orszáczky Miklós, másként Jackie Orszaczky (Budapest, 1948. május 8. – Sydney, 2008. február 3.) basszusgitáros, énekes, zeneszerző.

## A kezdetek
Gyerekkorában klasszikus zenét tanult, zongorázott, hegedült. 1966-tól rockzenekarokban kezdte pályafutását. Első saját dalát, a „Tiltakozó ének” című szerzeményt, a Metro játszotta. 1967-ben saját bluesegyüttest alapított, mellyel Rolling Stones- és Cream-dalokat adtak elő. Ezután rövid ideig a Dogs, illetve a Mogyorósi trió tagja volt.

## A Syrius és a Rákfogó
1969-ben csatlakozott a Syriushoz, ekkor vált igazán ismertté. A progresszív rock iránymutató egyéniségévé vált. 1970-ben az Ifjúsági Magazin szavazásán két kategóriában (basszusgitár, ének) is a legjobbnak bizonyult a szakma szerint. A zenekarral sikert sikerre halmoztak, elsősorban külföldön. Ausztráliában egyéves turnén voltak, ahol 1971-ben megjelent „Devil's Masquerade” című lemezük, amit hazatérésük után itthon is kiadtak „Az ördög álarcosbálja” címmel. Az együttes itthon falakba ütközött, ezért Orszáczky 1973 nyarán kilépett a zenekarból. Csatlakozott a Babos/Kőszegi/Szakcsi-féle Rákfogóhoz.

## Ausztrália
1974 tavaszán Ausztráliába disszidált. Ott először a Bakery, majd a Marcia Hines tagja, zeneszerzője volt. Saját zenekart is alakított Bermoidoa néven. Rengeteg más zenekarban is szerepelt a távoli kontinensen. 
Utolsó koncertje 2008. január 24-én éjszaka volt Sydney  belvárosában, a Surry Hillsben lévő Macquarie Hotelben.

## Családja
Feleségül vette a partnerét, Tina Harrod énekesnőt, akivel többször is hazalátogattak. Házasságukból született Mia, a kislányuk.

## Halála

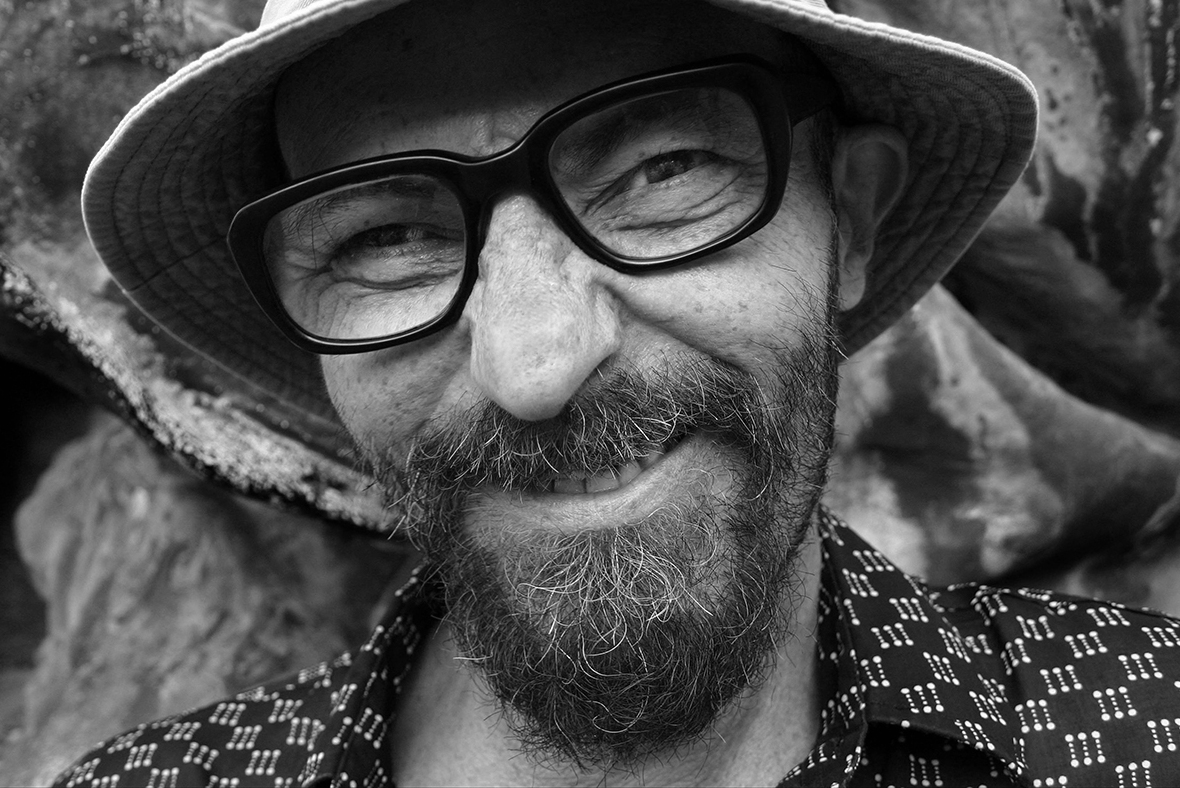
Vértes György felvétele

Orszáczky Miklós 2008. február 3-án rákbetegség következtében 59 éves korában elhunyt.

## Díjai
- A Magyar Köztársasági Érdemrend lovagkeresztje (2006)

## Lemezválogatás
- 1971: Devil's Masquerade (Syrius)
- 1975: Morning in Beramiada
- 1994: Most, múlt, lesz (Syrius)
- 1994: Family Lore, Jackie Orszaczky és a Grand Masters
- 1994: 100%
- 2001: Deserted Downtown (Tátrai Tiborral)
- 2004: Shacked Up In Paradise, Tina Harrod, producer: Jackie Orszaczky

## Fordítás
- Ez a szócikk részben vagy egészben  a   Jackie Orszaczky című angol Wikipédia-szócikk ezen változatának fordításán alapul.  Az eredeti cikk szerkesztőit annak laptörténete sorolja fel. Ez a jelzés csupán a megfogalmazás eredetét és a szerzői jogokat jelzi, nem szolgál a cikkben szereplő információk forrásmegjelöléseként.